# Малофєєв Костянтин Валерійович
Костянтин Валерійович Малофєєв (3 липня 1974 , Пущино, Московська область ) — російський олігарх, політик, один з фінансистів так званого «російського світу».
Голова ради директорів групи компаній «Царгород», засновник телеканалу «Царьград ТВ», засновник фонду святителя Василя Великого, голова і засновник (2007) опікунської ради «Гімназії святителя Василя Великого», член Патріаршої комісії з питань сім'ї та захисту материнства, член опікунської ради некомерційного партнерства «Ліга безпечного інтернету», Голова Ради Товариства російського історичного просвітництва «Двоголовий орел», заступник голови ВРНС.

## Діяльність

### Інформаційна атака на ВКонтакте
Засновник соціальної мережі VK Павло Дуров заявив, що влітку 2012 року Малофєєв організував на його компанію інформаційну атаку з метою примусити його з партнерами продати частки у компанії.

### Зв'язки з західними маргінальними політиками
Підтримує контакти з європейськими ультраправими. В кінці травня 2014 року організував і модерував у Відні зустріч російських і європейських політиків крайньої правої орієнтації. У квітні 2014 року сприяв Жан-Марі Ле Пен в отриманні кредиту в розмірі 2 млн євро від компанії з російським капіталом.
У 2019−2021 роках структури Малофєєва були кураторами німецького ультраправого журналіста Мануеля Оксенрайтера, який втік до Москви бо його підозрювали у теракті в Ужгороді.

## Причетність до війни РФ проти України
Здобув популярність в 2014 році у зв'язку з російсько-українською війною. Зокрема, терористи Олександр Бородай і Ігор Гіркін (Стрєлков), які здійснювали організацію окупації Криму і обіймали чільні посади в самопроголошеній ДНР, були очільниками бізнес-структур Малофєєва, а очолюваний ним благодійний фонд святителя Василя Великого надавав допомогу козацьким частинам, які воювали на боці самопроголошених республік.
Через звинувачення в підтримці російської агресії проти України та сепаратизму в Україні включений до міжнародних санкційних списків.
22 липня 2014 року Головне слідче управління МВС України відкрило кримінальне провадження щодо Малофєєва за підозрою в створенні не передбачених законом воєнізованих або збройних формувань (ст. 260 Кримінального кодексу України).
У лютому 2023 року генпрокурор США Меррік Гарленд на зустрічі з генеральним прокурором України Андрієм Костіним оголосив про першу передачу конфіскованих активів Малофєєва Україні.

## Нагороди
13 березня 2015 був нагороджений орденом «Республіки Крим» «За вірність обов'язку» з формулюванням — «за мужність, патріотизм, активну громадсько-політичну діяльність, особистий внесок у зміцнення єдності, розвиток і процвітання Республіки Крим і в зв'язку з Днем возз'єднання Криму з Росією».

## Сім'я
Батько — Малофєєв Валерій Михайлович (нар. 13.01.1946) — астрофізик, завідувач лабораторії Відділу плазмової астрофізики Пущинської радіоастрономічної обсерваторії Аерокосмічного центру Фізичного інституту ім. П. М. Лебедєва РАН.
Мати — Малофєєва Раїса Зінурівна (нар. 10.08.1946), була програмісткою, генеральна директорка Фонду Святителя Василя Великого.
Колишня дружина  — Вільтер Ірина Михайлівна (нар. 17 грудня 1972), адвокат у юридичній фірмі «Монастирський, Зюба, Степанов і партнери».
Діти:
- Малофєєв Кирило Костянтинович (нар. 1995 р.) — син, член патріотичного руху «Двоголовий орел» і кіберспортсмен під ніком «Ліккріт»[9], у 2022 році був внесений до списку санкцій США[10] та інших країн.[11]
- Наталя (нар. 1999 р.) — старша дочка, з 2020 року дружина Леоніда Наумовича Мардера, молодшого сина колишнього першого заступника міністра зв'язку Наума Семеновича Мардера.[12]
- Тетяна (нар. 2011 р.) — молодша дочка.

Дружина (друга, з 2024 року)  — Львова-Бєлова Марія Олексіївна (нар. 25 жовтня 1984)

## Санкції
У липні 2014 року внесений до списку санкцій усіх країн Європейського союзу, оскільки «Малофєєв тісно пов'язаний з українськими сепаратистами у Східній Україні та Криму», окрім того, «він зробив низку публічних заяв на підтримку анексії Криму і приєднання України до Росії».
Український уряд порушив кримінальне провадження за фактом його нібито матеріальної та фінансової підтримки сепаратистів. Крім того, він зробив низку публічних заяв на підтримку анексії Криму.
У листопаді 2017 року Україна оголосила Малофєєва в міждержавний розшук (у межах СНД), оскільки під час досудового розслідування отримано докази щодо його причетності до вчинення злочину за ч. 5 ст. 260 КК України (створення не передбачених законом воєнізованих або збройних формувань).
2019 — Малофєєву заборонено в'їзд до Болгарії на 10 років через те, що він є фігурантом розслідування про відмивання грошей і його справа пов'язана зі справою голови болгарського руху «Русофіли» Миколи Малінова, якого затримали раніше в рамках розслідування справи про шпигунство на користь російських спецслужб.
У травні 2023 року США вперше дозволили передачу конфіскованих активів росіян для використання України, першим, чиї гроші було заплановано до передачі, став Малофєєв.